# Štíhlicovití
Štíhlicovití (Malacanthidae) jsou čeleď paprskoploutvých ryb. Zahrnují dvě podčeledi, klasifikované i na úrovni samostatných čeledí. V širším smyslu jde o skupinu mořských, vzácně i brakických ryb z korálových a skalnatých útesů a též písčitého nebo suťového dna. Některé druhy si vyhrábávají v písku nory, nebo si ještě budují valy z kamení a lastur. Potravu štíhlicovitých tvoří drobní živočichové. Rozmnožování se zakládá na monogamii nebo samčích harémech.

## Systematika
Za popisnou autoritu štíhlicovitých je pokládán kubánský zoolog Felipe Poey (1861). Tradiční systematika klasifikovala štíhlicovité jako zástupce sběrného řádu ostnoploutvých (Perciformes), nyní (konkrétně např. podle Thacker & Near, 2025) tato čeleď patří mezi bodloky (Acanthuriformes).
K červnu 2025 některé zdroje (například World Register of Marine Species) dělí štíhlicovité do dvou podčeledí; jiné autority (například Eschmeyer's Catalog of Fishes) obě podčeledi klasifikují na úrovni samostatných čeledí.
Následující přehled uvádí souhrnné popisné informace k oběma podčeledím:
- podčeleď Malacanthinae Poey, 1861 – mají štíhlé, protáhlé tělo s mírně zaoblenou či špičatou hlavou; hřbetní ploutev je souvislá, nese 1–4 trny a 43–60 měkkých paprsků u rodu Malacanthus, resp. 3–10 trnů a 13–34 měkkých paprsků u rodu Hoplolatilus; řitní ploutev nese 12–55 měkkých paprsků; ocasní ploutev je maximálně mírně vidlicovitá; mívají skřelový trn[6][2]
  - rod Hoplolatilus Günther, 1887
  - rod Malacanthus Cuvier, 1829
- podčeleď Latilinae Gill, 1862 – mají zavalitější tělo s větší a tupěji zakončenou hlavu; hřbetní ploutev nese 6–10 ostnů a 14–27 měkkých paprsků; řitní ploutev nese 11–26 měkkých paprsků; chybí jim skřelový trn[6][2]
  - rod Branchiostegus Rafinesque, 1815
  - rod Caulolatilus Gill, 1862
  - rod Lopholatilus Goode & Bean, 1879